# Radzionków
Radzionków (niem. Radzionkau) – miasto, będące jednocześnie gminą miejską, zlokalizowane w południowej Polsce, w województwie śląskim, w powiecie tarnogórskim. Według danych z 31 grudnia 2021 liczyło 16 193 mieszkańców.

## Geografia
Radzionków leży na Płaskowyżu Bytomsko-Katowickim będącym częścią Wyżyny Śląskiej, na terenie historycznego Górnego Śląska. Pod względem geologicznym miasto położone jest na garbie Tarnogórskim.
Powierzchnia miasta wynosi 13,15 km², co stanowi 2% powierzchni powiatu.
Według danych z 2002 r. 52,25% powierzchni miasta obejmują użytki rolne, a 0,08% użytki leśne.

### Geografia polityczna
Radzionków leży w północnej części Górnośląskiego Okręgu Przemysłowego (GOP). Sąsiaduje z miastami: Bytom, Piekary Śląskie, Tarnowskie Góry oraz gminą Świerklaniec.
W latach 1975–1997 część Bytomia, a od 1 stycznia 1998 ponownie samodzielne miasto i gmina. W latach 1975–1998 Radzionków administracyjnie należał do województwa katowickiego (do 31 grudnia 1997 r. jako dzielnica Bytomia). W latach 1945–1951 siedziba wiejskiej gminy Radzionków.

### Demografia
Dane z 31 grudnia 2008:
| Opis                              | Ogółem | Ogółem | Kobiety | Kobiety | Mężczyźni | Mężczyźni |
| --------------------------------- | ------ | ------ | ------- | ------- | --------- | --------- |
| Jednostka                         | osób   | %      | osób    | %       | osób      | %         |
| Populacja                         | 16 900 | 100    | 8680    | 51,4    | 8220      | 48,6      |
| Gęstość zaludnienia [mieszk./km²] | 1274,5 | 1274,5 | 654,6   | 654,6   | 620       | 620       |

## Historia

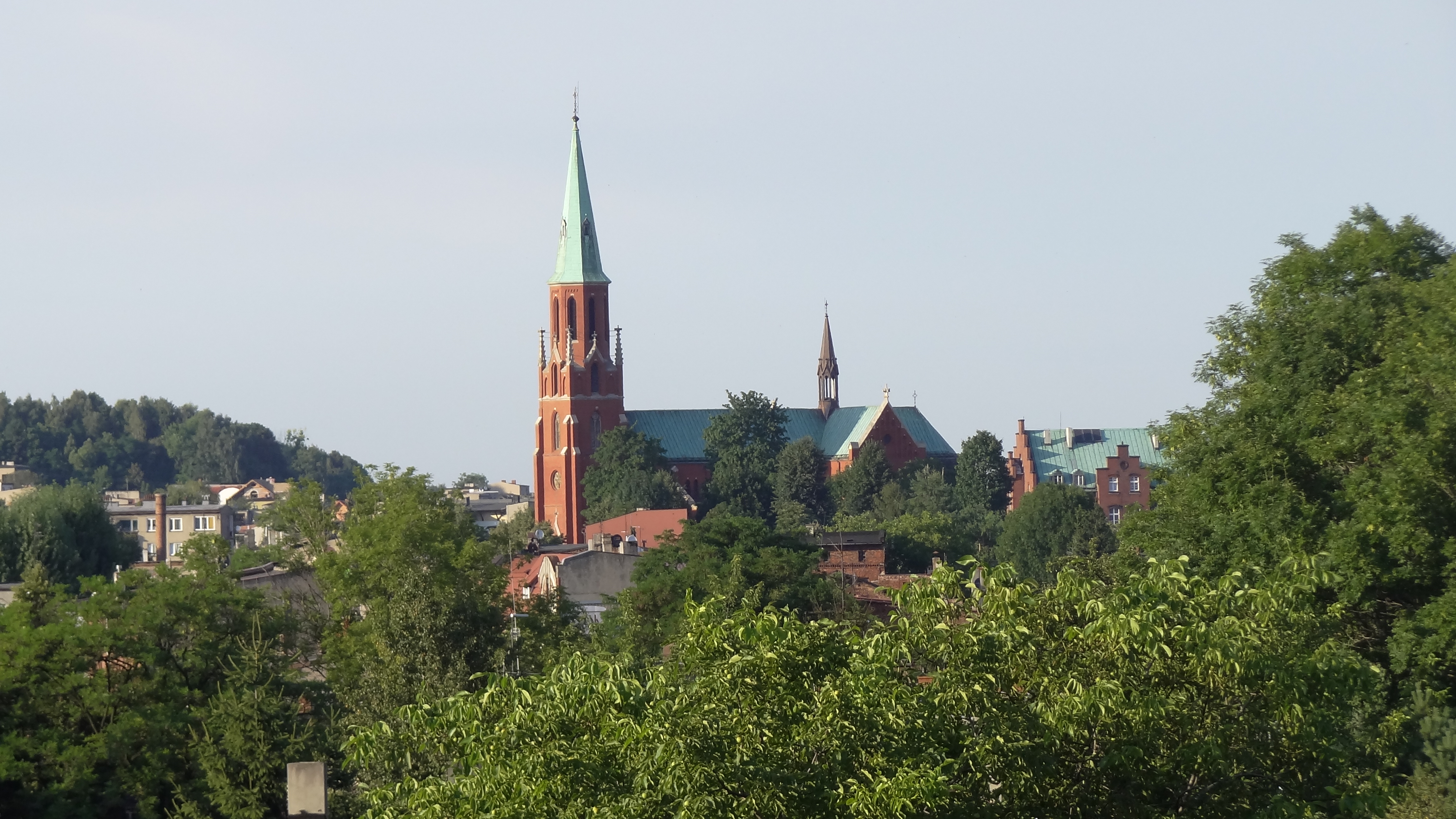
Kościół św. Wojciecha (2014)

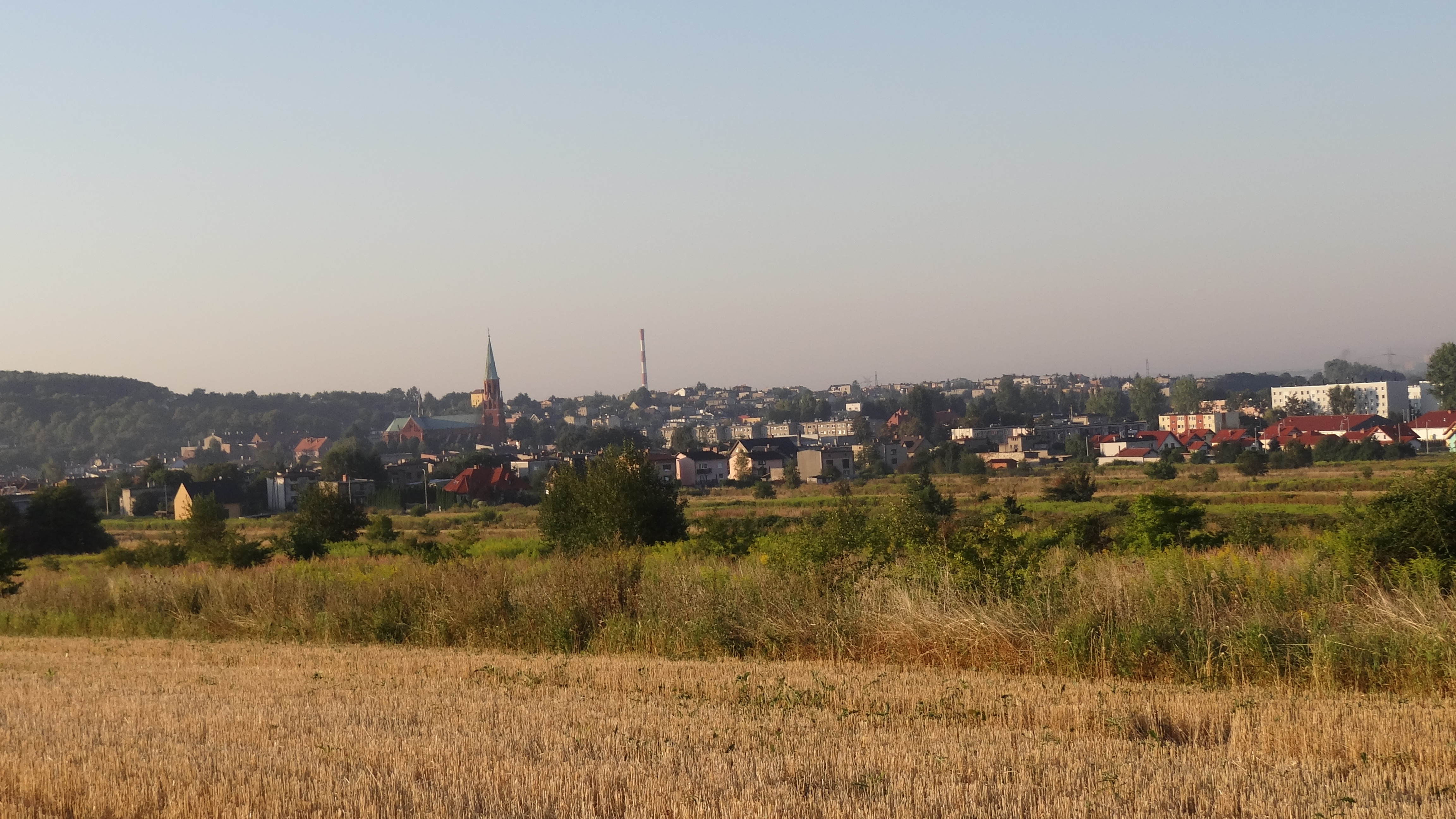
Panorama miasta

Najstarsze wzmianki dotyczące Radzionkowa pochodzą z lat 1326–1357. Są to przechowywane w Watykanie listy opłat podatku zwanego „świętopietrze”. Płynie stąd wniosek, że Radzionków jako osada powstał co najmniej kilkadziesiąt lat wcześniej. Około 1430 r. osada została ograbiona i spalona przez Husytów. Po owym najeździe prawdopodobnie zbudowano stary kościół istniejący do końca XIX w. W okresie reformacji Radzionków przeszedł w ręce protestanckiego dziedzica Hornig de Horna (1540) i w myśl zasady „czyja władza tego religia” (cuius regio, eius religio) kościół został oddany pastorowi (do ok. połowy XVII w.), a część mieszkańców przyjęła nowe wyznanie. W czasie wojny trzydziestoletniej przez okolice osady 5 razy przeciągnęły wojska czego efektem było jej spustoszenie: z 37 istniejących gospodarstw 10 utraciło właściciela i nie odnaleziono żadnych spadkobierców. Ziemie należące do tych gospodarstw przejął tutejszy dziedzic.
W początkach XVIII w. w Radzionkowie stacjonowały wojska austriackie – kirasjerzy pułków Hamilton, Badenio, Schuben. Część żołnierzy zawarła związki małżeńskie osiedlając się tutaj na stałe. W wyniku wojen śląskich Radzionków znalazł się pod panowaniem pruskim. Wielu mieszkańców osady w pruskich mundurach walczyło w wojnach napoleońskich.
Z przełomem wieku XVIII i XIX w. związany jest rozwój osady spowodowany polityką pruską zmierzającą do zaludnienia Śląska i do rozwoju przemysłu w oparciu o kopaliny tu występujące. W 1815 r. na tym terenie funkcjonowały 24 niewielkie kopalnie galmanu, oraz kilka pieców hutniczych. W 1856 roku Józef Lompa pisał: „We wsi Radzionkowie rozwija się górnictwo na galmei, w szybach pod różnymi nazwami, dochód do milionów dochodzi”. W 1871 r. dziedzic radzionkowski Henckel von Donnersmarck założył kopalnię węgla kamiennego Radzionków (zaczęła wydobywać węgiel od 1874 r.). W 1884 r. Donnersmarck w pobliżu kopalni założył hutę cynku „Łazarz”, która produkowała także kwas siarkowy i solny. W tym samym mniej więcej czasie zaczęły powstawać kamieniołomy wydobywające surowiec do wapienników – największy z nich to kamieniołom „Maciej” na Księżej Górze, mający połączenie koleją wąskotorową z wapiennikami w Szarleju. Z rozwojem przemysłu związane było powstanie kolei żelaznych (1870) i dwóch stacji kolejowych, poczty (1882), wodociągu (1904) oraz elektryfikacja osady (1908).
W okresie kulturkampfu mieszkańcy silnie związali się z ruchem katolickim, reprezentowanym przez partię Centrum: np. w wyborach do sejmu Rzeszy w 1877 r. zdecydowanie wygrał kandydat Centrum Ferdynand Radziwiłł otrzymując 364 głosy, zaś liberał Richter zaledwie 99 głosów, a w wyborach do sejmu pruskiego w 1882 r. zdecydowanie wygrał mieszkaniec Radzionkowa Paweł Letocha. W tym samym czasie powstała tutaj pierwsza czytelnia polska, wzrastała także liczba abonentów gazet, w tym polskich: „Katolika” i „Gazety Górnośląskiej”. Od 1885 r. zaczął wystawiać przedstawienia teatr amatorski, w 1899 r. powstała spółka pod nazwą „Kasa oszczędności i pożyczek”, oraz straż pożarna, towarzystwa sportowe i gimnastyczne i chór „Harfa”. Istniejący do dziś kościół wybudowany został w 1875 r. z pieniędzy parafian oraz hrabiego Hugona Henckla Donnersmarcka.
W wyniku podziału Śląska po I wojnie światowej Radzionków w 1922 r. znalazł się w granicach państwa polskiego, wielu mieszkańców brało udział w powstaniach śląskich (1919, 1920, 1921), a w plebiscycie w marcu 1921 r. większość mieszkańców głosowała za Polską – 4778 głosów (za Niemcami 862 głosy). W czasie II wojny Radzionków znalazł się w granicach III Rzeszy. Uczestnicy powstań śląskich trafiali do obozów koncentracyjnych, gdzie zginęło 43 mieszkańców, a dwóch (Kużaj, Szymała) stracono publicznie za działalność konspiracyjną. Rosjanie z kolei pięciu mieszkańców zamordowali w Katyniu i Twerze w 1940 r. (policjanci i wojskowi). W 1945 r. radzieccy żołnierze bez skrupułów zamordowali na ulicach miejscowości trzy osoby. Po wojnie władze komunistyczne przeprowadziły repatriacje mieszkańców narodowości niemieckiej na zachód za Odrę (m.in. proboszcza ks. Józefa Knosałę). W 1951 r. Radzionków uzyskał prawa miejskie – nastąpiła wówczas szybka urbanizacja: wybudowano Dom Kultury (oficjalnie oddany do użytku w 1966 r.), basen wraz z obiektami rekreacyjnymi oraz powstało liceum ogólnokształcące będące do dziś ważną placówką edukacyjną gminy.
W 1975 r. Radzionków został włączony do Bytomia, częścią którego pozostawał do 31 grudnia 1997. 1 stycznia 1998 utworzono samodzielną gminę miejską Radzionków (od 1 stycznia 1999 w powiecie tarnogórskim).

## Symbole miasta

### Herb
Na herbie Miasta Radzionków widnieje Święty Wojciech (od 1999 r. patron miasta). Postać św. Wojciecha znajduje się w błękitnym polu tarczy hiszpańskiej, na srebrnym obłoku, w szacie srebrno-czerwonej, trzymający w prawej ręce złote wiosło, w lewej ręce krzyż lotaryński.

### Hejnał
Hejnał wykorzystuje charakterystyczne motywy pieśni „Na cześć Wojciecha”, wykonywanej tylko i wyłącznie na terenie radzionkowskiej parafii od niepamiętnych czasów. Motywy pieśni nie są cytowane dosłownie, a jedynie wykorzystane są jej ujęcia melodyczne przekomponowane rytmicznie. Melodyka wykorzystywana jest w części początkowej, która później zostaje rozwinięta przez kompozytora. Hejnał złożony jest z trzech zdań muzycznych, tworzących zamkniętą całość. Hejnał jest odtwarzany codziennie o godzinie 14:00 oraz podczas obchodów świąt państwowych i uroczystości.

### Flaga
Barwy Flagi odpowiadają barwom użytym w herbie wraz z ich proporcjonalnością. Bławat flagi posiada proporcje 5:8 i składa się z czterech poziomych stref. Strefy ułożone są w poziomie. Barwy srebrna, czerwona i złota są równej szerokości, a barwa błękitna jest trzykrotnie szersza. Flaga jest znakiem symbolizującymi miasto jako gminę i wywieszana jest w miejscach publicznych podczas uroczystości państwowych i lokalnych.

### Chorągiew
Jest uroczystą odmianą flagi i jest dwustronna. Barwy chorągwi odpowiadają proporcjom barw z flagi z umieszczonym herbem miasta.

### Logo
Od 2004 r. znakiem promocyjnym miasta jest symboliczna litera „R” wpisana w sylwetkę motyla, jako symbol wolności. Autorem logo jest Tomasz Kipka. W 2010 roku do istniejącego logo został dołączony napis „Radzionków – miasto ludzi z pasją”. W ten sposób podkreślono, że Radzionków jest miejscem, w którym pasja i zainteresowania są ważnym elementem codziennego życia lokalnej społeczności.

## Edukacja

### Przedszkola
- Przedszkole nr 2 „Pod Topolą”
- Przedszkole nr 3 „Skrzat”
- Przedszkole nr 4 „Bajka”

### Szkoły podstawowe
- Szkoła Podstawowa nr 1 im. Adama Mickiewicza
- Szkoła Podstawowa nr 2 im. Jana Pawła II
- Szkoła Podstawowa nr 3 specjalna w Zespole Szkół Specjalnych
- Szkoła Podstawowa nr 4 im. Józefa Lompy w Zespole Szkół Podstawowo-Gimnazjalnych
- Szkoła Podstawowa nr 5 im. Tadeusza Kościuszki
- Szkoła Mistrzostwa Sportowego Radzionków

### Szkoły ponadpodstawowe
- Zespół Szkół Specjalnych
- Zespół Szkół Techniczno-Ekonomicznych
- Liceum Ogólnokształcące im. Powstańców Śląskich
- Zasadnicza Szkoła Zawodowa nr 16 w Zespole Szkół Specjalnych
- Szkoła Przysposobiająca do Pracy nr 2 w Zespole Szkół Specjalnych
- Zespół Szkół Techniczno-Humanistycznych (zlikwidowany w 2014 roku)
- Szkoła Mistrzostwa Sportowego Radzionków

## Kultura
- Centrum Kultury Karolinka
- Muzeum Chleba, Szkoły i Ciekawostek
- Zespół Pieśni i Tańca Mały Śląsk
- Miejska Biblioteka Publiczna w Radzionkowie
- Centrum Dokumentacji Deportacji Górnoślązaków do ZSRR w 1945 roku

## Wspólnoty wyznaniowe

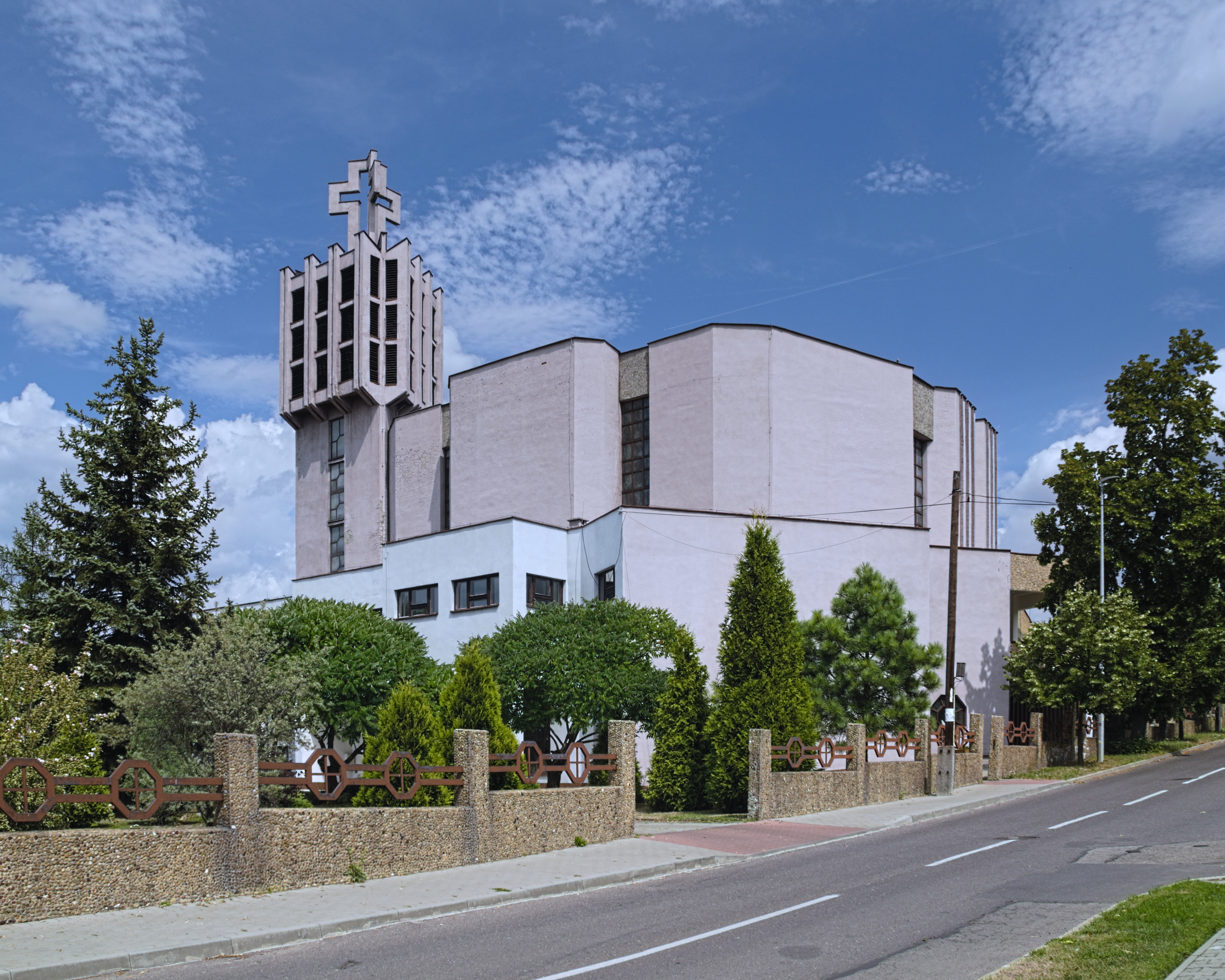
Kościół Wniebowzięcia NMP (2019)

Na terenie Radzionkowa działalność religijną prowadzą:
- Kościół rzymskokatolicki:
  - parafia św. Wojciecha
  - parafia Wniebowzięcia Najświętszej Maryi Panny
- Świadkowie Jehowy:
  - zbór Bytom–Radzionków[11]

## Sport
- KS „Ruch” Radzionków
- UKS „Ruch” Radzionków
- MKS „Sokół” Radzionków
- UKS „Laba” Radzionków (badminton)[12]
- Stowarzyszenie Kultury Fizycznej Klub Jeździecki „Lider”
- Stowarzyszenie na Rzecz Rozwoju Kultury Fizycznej SP2 – Radzionków
- Miejski Ośrodek Sportu i Rekreacji

W 2008 r. w Miejskim Ośrodku Sportu i Rekreacji w Radzionkowie w Parku Księża Góra przy ul. Księżogórskiej 90 oddano do użytku bulodrom z jednym pełnowymiarowym (4x15 m) torem do gry w pétanque. Po bulodromie w Katowicach (Park im. Tadeusza Kościuszki) i Piekarach Śląskich (MOSiR) jest to trzeci tego typu profesjonalny obiekt w aglomeracji górnośląskiej. W 2010 r. przy ulicy Knosały 16 otwarto halę sportową.

## Turystyka i rekreacja
- Śląski Ogród Botaniczny

Park rekreacyjny Księża Góra
Przez miasto przebiegają szlaki turystyczne:
- – Szlak Powstańców Śląskich
- – Szlak Tysiąclecia
- Szlak Zabytków Techniki Województwa Śląskiego

Przez miasto przebiega szlak pielgrzymkowy – Droga św. Jakuba

## Administracja

### Burmistrzowie Radzionkowa
- Gustaw Jochlik (1998–2006)
- Gabriel Tobor (od 2006)

### Miasta partnerskie
Lista miast partnerskich Radzionkowa:
- Dobre Miasto
- Boguszów-Gorce
- Serock